# Don’t Pass Me By
«Don’t Pass Me By» (с англ. — «Не проходи мимо меня») — песня группы The Beatles с «двойного» альбома «The Beatles» (также известного под названием «Белый альбом»). Это первая сольная композиция Ринго Старра.

## Происхождение
На обсуждении песни «And I Love Her» в программе Top Gear на телеканале BBC в 1964 году Старру задали вопрос, писал ли он когда-нибудь песни сам, на что Маккартни шутя стал напевать «Don’t pass me by, don’t make me cry, don’t make me blue». Ринго ответил: 
«Я сочинил эту песню, просто сидя дома. Зная только по три аккорда на гитаре и пианино, я часто бренчал, от нечего делать, а потом, если возникала мелодия и какие-то слова, я продолжал играть. Так и появилась „Don’t pass me by“. Мы сыграли её в стиле кантри. Запись первой песни стала для меня очень важным и увлекательным событием, которое запомнилось надолго. Все меня очень поддерживали, а этот потрясающий скрипач ну просто зажигал».
Песню исполняют в ритме блюз, используя три аккорда.

## Запись песни
Песня была записана в три сессии: 5—6 июня, 5 и 12 июля 1968 года. Несмотря на то, что песня в 1964 была известна как «Don’t Pass Me By», лента с записью была подписана «Ringo’s Tune (Untitled)» 5 июня и «This Is Some Friendly» 6 июня. 12 июня первое название вернули.
Во время записи основного вокала 6 июня Ринго высчитал 8 ударов (англ. one, two, three, four, five, six, seven, eight), которые можно услышать в версии песни, выпущенной в 1987 году на CD.
Песня записана в моно- и стереоверсиях. Они отличаются скоростью и вариациями в наложении отдельных инструментов.

## Отсылки к легенде о смерти Пола Маккартни
Строчка «I’m sorry that I doubted you, I was so unfair, you were in a car crash and you lost your hair» используется поклонниками Пола для доказательства легенды о его смерти как очередной «ключ». Фраза «you lost your hair», как утверждают, являются намёком на песню «When I'm Sixty-Four», написанную Маккартни. Хотя выражение «to lose one’s hair» является общепринятой английской идиомой, которая означает «становиться расстроенным или взволнованным» (см., например, роман Элизабет Боуэн «The Death of the Heart» 1938 года). Это выражение могло указывать на размолвку между Ринго и Полом, начавшуюся на записи «Белого Альбома», когда Маккартни покинул студию в раздражённом состоянии, что и привело к его предполагаемой смерти.

## Участники записи
- Ринго Старр — вокал, перкуссия, ударные, фортепиано
- Пол Маккартни — фортепиано, бас-гитара
- Джек Фоллон — скрипка